# Sir Archy
Sir Archy (ou Archy, Archie ou Sir Archie ; 1805-1833) est un cheval de course Pur-sang américain considéré comme l'un des meilleurs chevaux de course de son temps, et l'un des étalons les plus importants de l'histoire américaine. Il a été intronisé au National Museum of Racing and Hall of Fame dans la classe inaugurale de 1955.

## Débuts
Né et élevé en Virginie par deux Américains, le capitaine Archibald Randolph et le colonel John Tayloe III, le père de Sir Archy est le premier vainqueur du Derby d'Epsom, Diomed, importé d'Angleterre par Tayloe alors qu'il était âgé. Sa mère, une jument aveugle nommée Castianira, avait été achetée en Angleterre par Tayloe pour sa propre ferme Mount Airy, mais est élevée en partage avec son ami Randolph. Sir Archy, deuxième poulain de Castianira, est né dans la plantation Ben Lomond de Randolph, sur la rivière James, dans le comté de Goochland. Le poulain, bai foncé avec une petite tache blanche sur son paturon postérieur droit, s'appelait à l'origine « Robert Burns » ; Tayloe a changé le nom du poulain en l'honneur de Randolph.

## Sur la piste
Quand Sir Archy atteint l'âge de deux ans, Tayloe et Randolph le vendent à Ralph Wormely IV pour 400$ et contre une pouliche inconnue. Lorsque Wormely arrête les courses de chevaux, Sir Archy est proposé à la vente, mais il ne trouve pas preneur. Toujours propriété de Wormely, Sir Archy pend son premier départ au concours du Washington Jockey Club à la fin de sa saison de trois ans. À cette époque, il mesure déjà 16 mains de hauteur. Bien que Sir Archy ne se soit pas encore remis d'un cas d'étranglement, Wormely l'a fit courir plutôt que de payer des frais forfaitaires. Toujours malade, Sir Archy a pris son deuxième départ un mois plus tard au Fairfield Sweepstakes à Richmond, en Virginie. Bien qu'il n'ait remporté que la troisième manche en terminant troisième au classement général derrière le poulain True Blue du colonel William Ransom Johnson, ce dernier a acheté Sir Archy pour 1 500 $.
Entre les mains de l'entraîneur de Johnson, Arthur Taylor, Sir Archy devient l'un des plus grands coureurs de son époque, excellant dans les séries de quatre milles. Johnson écrit à son sujet : « Je dois seulement dire qu'à mon avis, Sir Archy est le meilleur cheval que j'ai jamais vu, et je sais bien que je n'ai jamais rien eu à voir avec un cheval qui était du tout son égal ; car, si un cheval au monde veut courir contre lui à mi-chemin, dans des séries de quatre milles, selon les règles des courses, vous pouvez me considérer comme 5 000 $ avec vous sur lui. Il était en bonne condition cet automne (1809) et n'a couru avec aucun cheval qui pourrait le mettre à mi-vitesse vers la fin de la course
Il court l'un de ses matchs les plus importants contre Blank. Sir Archy remporte la première manche en 7:53. – le temps le plus rapide jamais réalisé jusqu'alors au sud de la rivière James. À la suite de cette course, il est acheté pour 5 000 $ par le général William Richardson Davie, gouverneur de Caroline du Nord. Davie l'a placé comme étalon au haras parce qu'il n'existe plus aucun adversaire prêt à courir contre lui. Son bilan sur les pistes est de 7 départs, avec 4 victoires et 1 seconde place. 

## Au haras

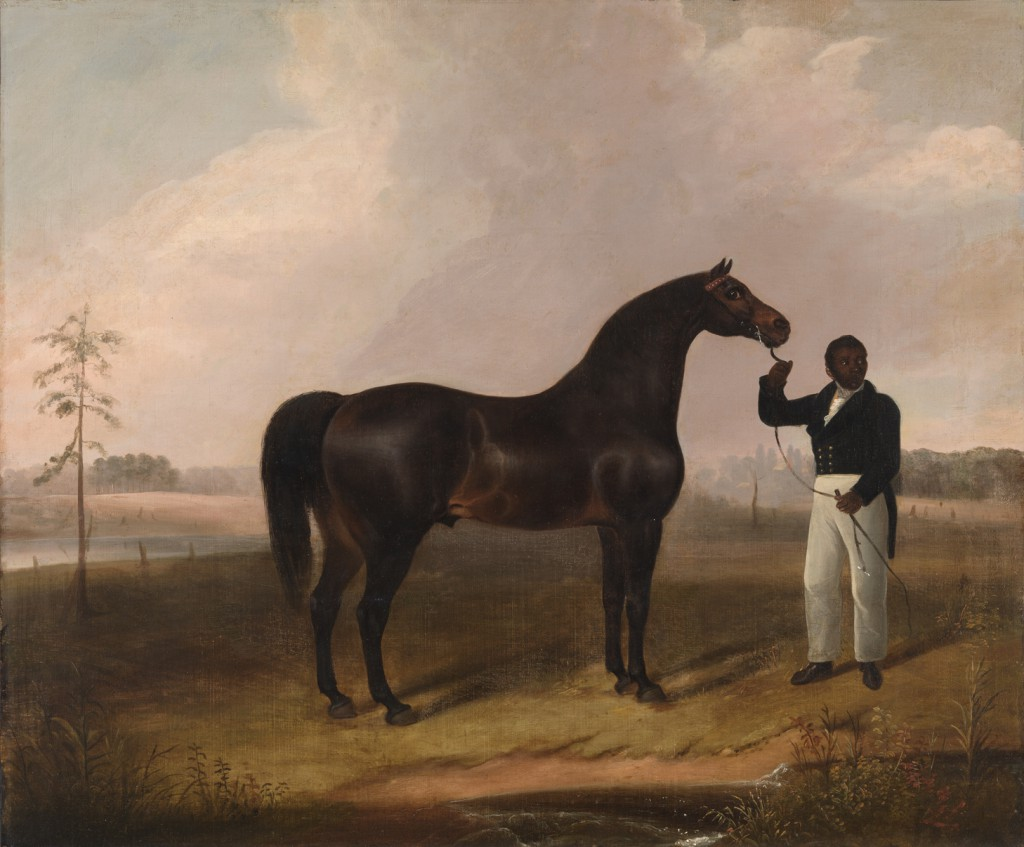
Sir Archy par Diomed et Castianira par Alvan Fisher, ca. avec le palefrenier Hardy. 1823-25. Dans la collection du Musée des Beaux-Arts de Virginie

Sir Archy est devenu le premier grand étalon Pur-sang élevé sur le continent américain. Il est placé au haras un premier temps par Davie, puis sous la direction du fils de Davie, qui semble avoir élevé l'étalon en Virginie pendant quelques années. Ensuite, William Amis a acheté Sir Archy et gardé ce cheval pendant 25 ou 28 ans dans sa plantation, Mowfield, près de la rivière Roanoke dans le comté de Northampton, en Caroline du Nord. Même à l'âge avancé de 24 ans, les frais de saillie de Sir Archy s'élèvent toujours à 100 $. Le fils d'Amis estime qu'au cours des années où il s'est reproduit à Mowfield, Sir Archy a fait gagner 76 000 $ en frais de saillie. 
L'étalon s'est fait connaître sous le nom de Godolphin Arabian of America, ce qui signifie que son influence sur le Pur-sang américain est aussi importante que l'influence du Godolphin Arabian sur l'élevage européen. Comme le « héros aveugle de Woodburn », Lexington — son arrière-petit-fils — Sir Archy est devenu l'un des plus grands étalons fondateurs d'Amérique. Tout au long des années 1820, les chevaux les plus rapides d’Amérique sont des descendants de Sir Archy. 
En 1827, le Jockey Club de Washington DC et le Maryland Jockey Club ont annoncé que seul un nombre limité de chevaux seraient éligibles pour participer à leurs courses. Bien que les subtilités de l'annonce fussent complexes, elle interdit tous les chevaux engendrés par Sir Archy ; sa progéniture a connu un tel succès que peu, voire aucun des chevaux non-engendrés par Sir Archy n'est inscrit à courir. Les deux Jockey Clubs ont admis qu'ils étaient préoccupés par leur viabilité à long terme. 

## Progéniture de Sir Archy
L'historien du turf John Hervey a écrit : « Avant et depuis, rien n'a été connu en Amérique qui puisse égaler la manière dont les Archys ont dominé à la fois le turf et l'élevage pendant plus d'un demi-siècle, en commençant par les débuts de sa première génération de poulains, en 1814 et culminant avec la dernière des seize saisons de domination de son arrière-petit-fils consanguin Lexington en 1878. 

### En tant que père
Engendrant au moins 31 champions de course et influençant l'American Quarter Horse par l'intermédiaire de son fils Copperbottom, voici une liste de certains de ses descendants les plus remarquables :
- Timoleon (né en 1814 ; considéré comme le meilleur cheval de course de son époque, père de Boston)
- Bertrand (né en 1826. Certains l'appellent le meilleur fils de Sir Archy ; est devenu un étalon leader national à part entière)
- Sir Charles (né en 1816 ; meilleur étalon national en 1830, 1831, 1832, 1833 et 1836)
- Sumpter (né en 1818 ; a remporté huit courses consécutives alors que les courses étaient des séries épuisantes. Devenu un père de poulinière de grande renommée)
- Stockholder (né en 1819 ; étalon le plus populaire du Tennessee à l'époque. Ses filles sont des reproductrices extrêmement fructueuses)
- Lady Lightfoot (née en 1812 ; les enregistrements sont incomplets mais elle a peut-être gagné 30 – 40 courses, jusqu'à l'âge de 11 ans. Lors de son premier essai, elle a couru les séries les plus rapides du Maryland. En tant que poulinière, elle a donné huit poulains en neuf ans. L'une d'elles, Black Maria, est considérée comme meilleure que sa mère.)
- Reality (née en 1813 ; une pouliche classée au moins aussi bonne que Sir Archy ou Boston selon William R. Johnson. Il possédait les trois à plusieurs reprises)
- Henry (né en 1819 ; un très bon cheval de course, un père populaire et le seul cheval à avoir jamais vaincu American Eclipse)
- Sally Hope (née en 1822 ; a remporté 22 de ses 27 courses, les 18 dernières consécutivement)
- Flirtilla (né en 1828 ; porteur influent du sang de Sir Archy)

### En tant que grand-père et au-delà
Au cours de la deuxième génération, l'influence de Sir Archy est devenue encore plus prononcée. Cela est en partie dû au fait que la consanguinité avec Sir Archy et avec son père, Diomed, est devenue très à la mode parmi les éleveurs américains. Dans le cas de Sir Archy, il a été accouplé à ses filles et aux filles de son père. Ce type de consanguinité, habituellement risqué, a réussi pour la lignée Sir Archy-Diomed.
- Bonnets o' Blue (par Sir Charles hors de Reality ; mère de Fashion .)
- Boston, engendré par Timoleon
- Lexington par Boston, engendré par Timoleon.
- Secrétariat
- Sir Barton
- Gallant Fox
- Omaha

## Retraite
À l'âge de 26 ans, Sir Archy arrive au terme de sa carrière à l'élevage en 1831, vivant encore deux ans jusqu'à sa mort en 1833, le 7 juin. Par coïncidence, l'un de ses plus grands fils (Sir Charles) meurt le même jour. 
Sir Archy a été l'un des premiers chevaux intronisés au Musée national des courses et au Temple de la renommée en 1955.
Le lieu de sépulture de Sir Archy est contesté entre deux endroits :
- Premier site revendiqué : Sir Archy est enterré, avec son palefrenier et son compagnon canin, à la ferme Ben Lomond à Goochland, en Virginie, où il est né. Un monument historique, érigé par la société historique du comté de Goochland (Virginie) en 1972, marque sa tombe. Cette tombe est entourée d'un mur de pierre et est maintenant cachée par des arbres dans le coin sud-est d'un champ au sommet de la superficie agricole.
- Deuxième site revendiqué : Sir Archy est enterré à la plantation Mowfield dans le comté de Northampton en Caroline du Nord, juste à l'ouest de la ville de Jackson. Il y résida de 1818 jusqu'à sa mort en 1833. Son lieu exact de sépulture est inconnu. La maison de plantation d'origine existe toujours. Cependant, lors de sa rénovation, les propriétaires ont préféré vivre dans la maison et ont modernisé l'intérieur pour le rendre plus pratique.

## Origines
* Sir Archy est consanguin 3S x 4D avec l'étalon Herod, ce qui signifie qu'il apparaît en troisième génération du côté père de son pedigree et en quatrième génération du côté maternel de son pedigree.